# Tunguska (X-Files)
Tunguska (Tunguska et Terma) est un double épisode constituant les 8e et 9e épisodes de la saison 4 de la série télévisée X-Files. Dans cet épisode, qui fait partie de l'arc mythologique de la série, Mulder part pour la Russie afin d'enquêter sur la source d'une contamination à l'huile noire.
Cet épisode a été écrit pour développer à un niveau mondial la mythologie de la série, et son tournage a été difficile et coûteux. Il a obtenu des critiques plutôt favorables dans l'ensemble, la première partie ayant été beaucoup mieux accueillie que la deuxième.

## Résumé

### Première partie
À l'aéroport international d'Honolulu, un douanier effectuant une fouille sur un messager diplomatique fait tomber un contenant en verre, ce qui expose les deux hommes à l'huile noire. Pendant ce temps, Mulder et Scully participent à un raid du FBI contre une cellule terroriste. La taupe du groupe se révèle être Alex Krycek, que les terroristes avaient libéré du silo à missiles où il était détenu. Krycek affirme qu'il veut se venger du Syndicat et qu'il peut apporter de quoi mettre au jour leurs activités. Il conduit Mulder et Scully à l'aéroport international de Washington-Dulles, où les deux agents interceptent une valise diplomatique dans laquelle se trouve une roche. Mulder place Krycek sous la garde de Skinner, alors qu'une analyse de la roche révèle qu'elle contient des fossiles de bactéries d'origine extraterrestre.
Envoyé par l'homme à la cigarette, le porteur de la valise essaie de récupérer celle-ci chez Skinner mais est tué par Krycek. Marita Covarrubias apprend à Mulder que la roche provient de la région de Krasnoïarsk et lui fournit des papiers pour aller en Russie. Apprenant que Krycek parle russe, Mulder décide de l'emmener avec lui. Mulder, Scully et Skinner sont appelés à comparaître devant une commission du Sénat au sujet de la disparition de la valise diplomatique. Scully et Skinner s'y rendent, Scully refusant de divulguer où se trouve Mulder. Ce dernier, qui pense que la roche est liée à l'événement de la Toungouska, et Krycek sont capturés aux abords d'un camp de travail forcé et emprisonnés. Mulder et d'autres prisonniers sont ensuite exposés à l'huile noire.

### Deuxième partie
Mulder apprend que Krycek est un agent double qui travaille pour les Russes. Il parvient à s'échapper du goulag en prenant Krycek en otage mais les deux hommes sont séparés au cours de leur fuite. Krycek est recueilli par des villageois qui se mutilent pour échapper aux expériences menées dans le camp et lui coupent l'avant-bras gauche pour l'y soustraire également. Mulder est quant à lui aidé par un couple qui l'aide à regagner Saint-Pétersbourg. Scully est toujours interrogée par la commission au sujet de Mulder et tente en retour de dévoiler la corruption du Syndicat. Les débats sont ajournés lorsque Mulder refait son apparition et promet d'apporter des preuves d'une conspiration au sein du gouvernement qui cherche à cacher l'existence d'une vie extraterrestre.
Pendant ce temps, Vassily Peskow, un ancien agent du KGB, est sorti de sa retraite pour une mission aux États-Unis. Il y assassine une doctoresse travaillant pour le Syndicat à qui était destinée la roche et qui était chargée de développer un vaccin contre l'huile noire. Peskow traque ensuite les sujets des tests du docteur, expérimentant sur eux un vaccin russe avant de les éliminer. Mulder et Scully suivent la piste de Peskow jusque dans une raffinerie de pétrole du Dakota du Nord. Peskow parvient néanmoins à leur échapper et à détruire le dernier fragment de roche contenant de l'huile noire en provoquant une explosion. Peskow retourne en Russie, où il est révélé que c'est Krycek, qui a désormais une main artificielle, qui l'avait engagé. Mulder et Scully présentent à la commission les éléments qu'ils ont recueillis au cours de leur enquête. Leur dossier est enterré par le sénateur présidant la commission qui travaille pour le compte de l'homme à la cigarette.

## Distribution
- David Duchovny : Fox Mulder
- Gillian Anderson : Dana Scully
- Mitch Pileggi : Walter Skinner
- William B. Davis : l'homme à la cigarette
- Nicholas Lea : Alex Krycek
- John Neville : l'homme bien manucuré
- Fritz Weaver : le sénateur Albert Sorenson
- Laurie Holden : Marita Covarrubias (première partie seulement)
- Brendan Beiser : l'agent Pendrell (première partie seulement)
- Jan Rubes : Vassily Peskow (deuxième partie seulement)
- Stefan Arngrim : le prisonnier (deuxième partie seulement)

## Production

### Préproduction
Ce double épisode découle d'un souhait de la part de l'équipe de scénaristes d'étendre la mythologie de la série à un niveau plus global. L'idée d'une conspiration d'ordre mondial avait déjà été abordée lors de la deuxième saison, et il est décidé qu'un double épisode serait idéal pour développer cette idée en poussant à ses limites les ressources et l'imagination de l'équipe de production. Les scénaristes créent alors une histoire reliée aux goulags et au fait que les Russes essaient eux aussi, parallèlement au Syndicat, de mettre au point un vaccin contre l'huile noire. L'inspiration pour le fragment de météorite contenant de l'huile noire provient de l'annonce faite par la NASA d'une preuve de l'existence possible d'une vie extraterrestre sur le fragment ALH 84001 ; alors que les scènes dans le goulag sont inspirées par les livres L'Archipel du Goulag et Une journée d'Ivan Denissovitch d'Alexandre Soljenitsyne.
Le titre original de la deuxième partie de l'épisode, Terma, se réfère aux termas, qui sont des enseignements bouddhistes cachés, Chris Carter faisant la comparaison avec les secrets conservés par le Syndicat. La tagline habituelle du générique, The Truth Is Out There, est transformée pour la deuxième partie de l'épisode en E pur si muove (« Et pourtant elle tourne »), phrase attribuée à Galilée quand il avait été forcé par l'Inquisition d'abjurer sa théorie selon laquelle la Terre tournerait autour du Soleil.

### Tournage
Le tournage de l'épisode est décrit par l'équipe de production comme difficile et coûteux. Les scènes du raid contre la cellule terroriste sont filmées en une seule nuit et nécessitent le tournage de soixante plans divisés entre trois équipes de cadreurs travaillant simultanément. Seulement quatre des soixante plans ne sont pas réalisés dans la nuit et sont finalisés plus tard en studio. Les scènes à la raffinerie de pétrole sont tournées dans une centrale d'énergie thermique de Port Moody. L'explosion du puits de pétrole est filmée sans l'aide d'effets numériques. Une réplique d'un puits de pétrole est construite dans une carrière, et sa mise à feu provoque un panache de fumée de liquides inflammables de 90 mètres de hauteur.
L'acteur Nicholas Lea, qui ne parle pas russe, prononce ses répliques dans cette langue en phonétique et travaille avec un coach vocal pour avoir un accent et des intonations correctes. Lors de l'étape de postproduction, la société d'effets spéciaux Area 51 n'arrive pas à créer des effets de l'huile noire qui satisfassent la production. Celle-ci doit donc faire appel en urgence, deux jours avant la diffusion de l'épisode, à d'autres compagnies d'effets spéciaux pour que des effets satisfaisants de l'huile noire soient prêts à temps.

## Accueil

### Audiences
Lors de sa première diffusion aux États-Unis, la première partie de l'épisode réalise un score de 12,2 sur l'échelle de Nielsen, avec 18 % de parts de marché, et est regardée par 18,85 millions de téléspectateurs. La deuxième partie obtient quant à elle un score de 10,6, avec 15 % de parts de marché, et est suivie par 17,34 millions de téléspectateurs.

### Accueil critique
L'épisode obtient dans l'ensemble des critiques favorables pour sa première partie et beaucoup plus mitigées pour sa deuxième partie. Sarah Stegall, du site Munchkyn Zone, donne respectivement aux deux parties les notes de 5/5 et 3/5. Todd VanDerWerff et Zack Handlen, du site The A.V. Club, donnent respectivement aux deux parties les notes de B et de B-. Dans leur livre sur la série, Robert Shearman et Lars Pearson donnent respectivement aux deux parties les notes de 4/5 et 1/5. John Keegan, de Critical Myth, donne respectivement aux deux parties les notes de 9/10 et 6/10.
Le magazine Entertainment Weekly lui donne la note de A-. Le site Le Monde des Avengers lui donne la note de 2/4.

### Distinctions
L'épisode obtient une nomination lors des Primetime Emmy Awards 1997 dans la catégorie du meilleur montage pour une série.